# Adriaen van Utrecht

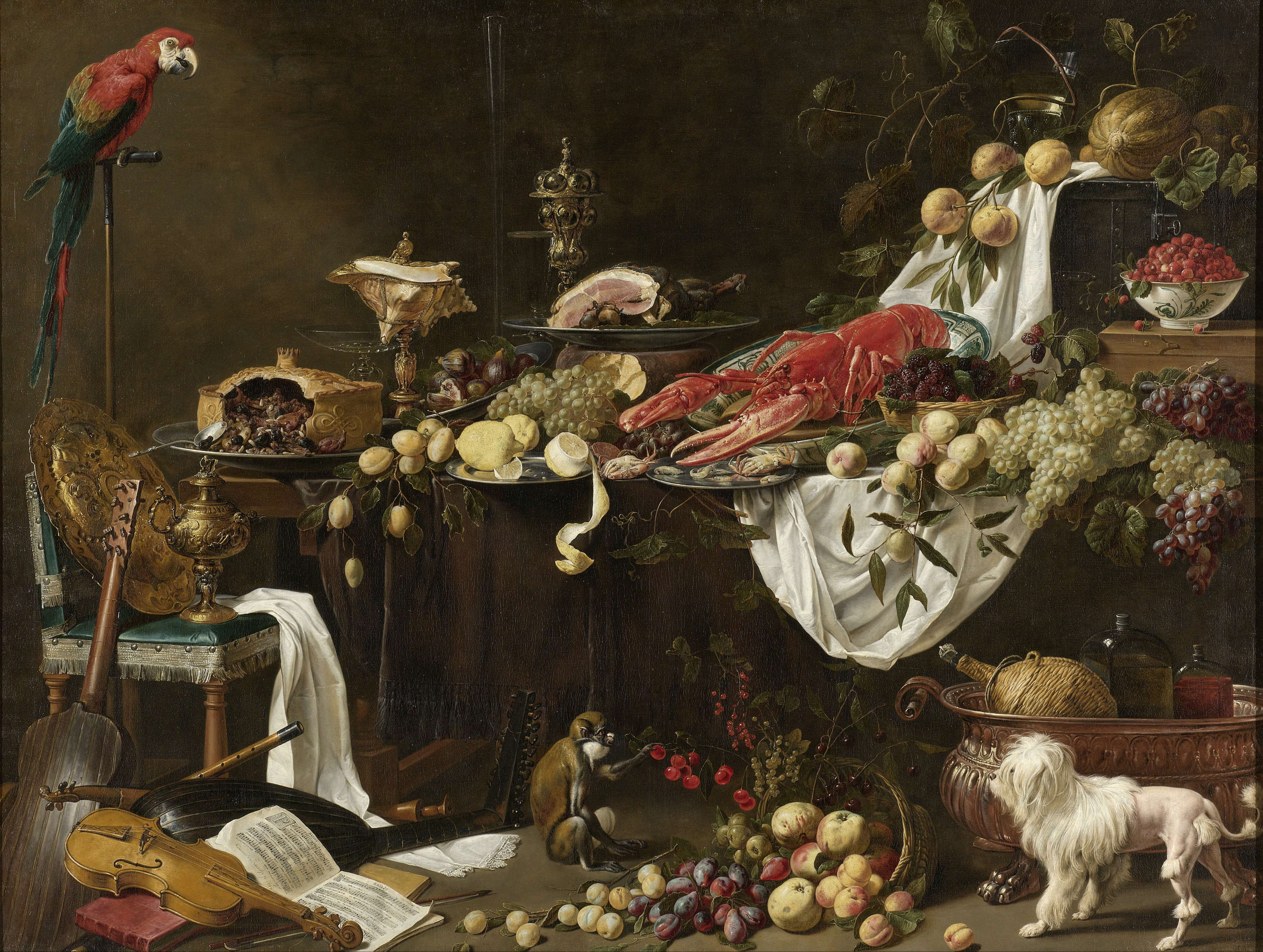
Una obra pintada por Adrian de Utrecht en 1644.

Adriaen van Utrecht (Amberes, 1599-Amberes, 1652) pintor flamenco especialista en bodegones y cuadros de caza. Trabajó como aprendiz de Herman de Ryt antes de recorrer Francia, Italia y Alemania absorbiendo influencias barrocas. Ayudó mucho a otros artistas en la realización de sus obras. Fue fiel seguidor de la obra de Snyders, sobre todo en lo concerniente a la composición decorativa y llena de detalles de sus bodegones pero sin llegar a superarle en lo relativo a la cohesión y riqueza que desprenden las de este último. Por lo general en las composiciones en las que aparecen figuras, estas fueron realizadas por colaboradores como: Theodoor Rombouts, Erasmus Quellinus y Thomas Willeboirts Bosschaert, con los que la literatura indica realizó encargos. En los últimos cuadros que se le conocen puede reconocerse influencia de Jan Fyt o Jan Davidsz de Heem. En las Colecciones del Museo del Prado se conservan dos de sus bodegones, festón de frutas y verduras y Despensa, en esta última se conjuga el influjo de Snyders en sus obras de gran formato. Otro ejemplo de este tipo de obra que compuesta por frutas, verduras y caza es Frutero y caza muerta, que pertenece a la Real Academia de Bellas Artes de San Fernando en Madrid.